# Dekanat kościelecki
Dekanat kościelecki – jeden z 33 dekanatów rzymskokatolickiej diecezji włocławskiej. 

## Historia
Dekanat został utworzony dekretem z 2 lutego 2015 r. W jego skład weszło 8 parafii, głównie z dotychczasowego dekanatu kolskiego I oraz trzy parafie z dekanatu konińskiego I.

## Parafie
W skład dekanatu kościeleckiego wchodzą następujące parafie:
- parafia św. Andrzeja Apostoła w Kościelcu Kolskim
- parafia św. Stanisława Biskupa w Białkowie Kościelnym
- parafia św. Mikołaja w Brudzewie Kolskim
- parafia Trójcy Świętej w Dobrowie
  - sanktuarium Błogosławionego Bogumiła
- parafia św. Jadwigi Śląskiej w Janiszewie
- parafia Niepokalanego Poczęcia NMP w Krzymowie
- parafia św. Józefa Robotnika w Kunach
- parafia Narodzenia NMP w Wyszynie

## Władze dekanatu
dziekan dekanatu kościeleckiego
- ks. kanonik Aleksander Rybczyński – proboszcz parafii w Kościelcu Kolskim

wicedziekan
- ks. kanonik Zbigniew Wróbel – proboszcz parafii w Brudzewie Kolskim